# برمون أويسارا
برمون أويسارا (الاسم العلمي:Lates uwisara) هو نوع من الأسماك يتبع جنس البرمون من الفصيلة البرمونية.